# Ідагачкаси
Ідагачка́си (рос. Идагачкасы, чув. Итакачкасси) — присілок у Чувашії Російської Федерації, у складі Ярабайкасинського сільського поселення Моргауського району.
Населення — 231 особа (2010; 191 в 2002, 201 в 1979; 237 в 1939, 231 в 1926, 184 в 1897, 151 в 1858). Національний склад — чуваші, росіяни.

## Історія
Утворився як околоток села Акрамово. До 1866 року селяни мали статус державних, займались землеробством, тваринництвом. У кінці 19 століття діяла парафіяльна школа. 1931 року утворено колгосп «Світовий Жовтень». До 1920 року присілок перебував у складі Акрамовської волості Козьмодемьянського, а до 1927 року — Чебоксарського повіту. 1927 року присілок переданий до складу Татаркасинського району, 1935 року — до складу Ішлейського, 1944 року — до складу Моргауського, 1959 року — до складу Сундирського, 1962 року — до складу Чебоксарського, 1964 року — повернутий до складу Моргауського району.